# Turisme a Egipte

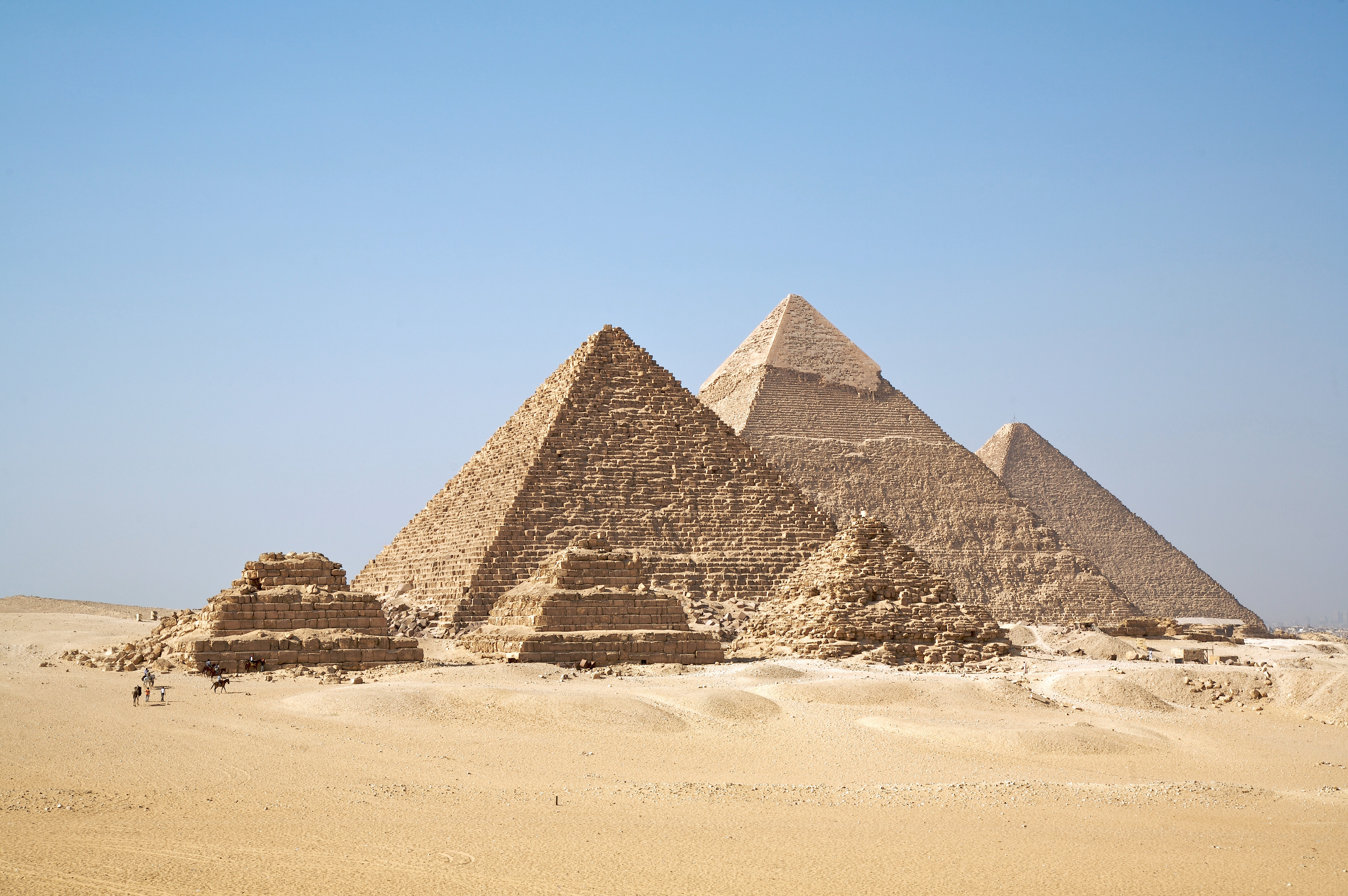
Les tres grans piràmides a la Necròpolis de Guiza.

El turisme a Egipte és una de les principals fonts d'ingressos de l'economia nacional; al punt més alt el 2010, el sector va emprar prop del 12% de la força laboral de tot el país, atenent 14,7 milions de visitants i proporcionant una facturació de 12.500 milions de dòlars, a més a més de contribuir a més de l'11% del producte interior brut i al 14.4% de tots els ingressos en moneda estrangera.

## Història

Ingressos del turisme de 1982 a 2003.

El nombre de turistes a Egipte va ser de 0.1 milions en 1951. El turisme com un dels principals sectors de l'economia va prendre ritme a partir de 1975 en endavant, després que el país va facilitar la política de vises en eliminar les restriccions presents fins aleshores, per quasi tots els països europeus i d'Amèrica del Nord, i amb l'obertura de noves ambaixades amb seu a estats com Àustria, els Països Baixos, Dinamarca i Finlàndia. Al 1976, el turisme va ser un punt focal del pla quinquennal del govern, on el 12% del pressupost es va destinar a la modernització dels hotels estatals i a l'establiment d'un fons de préstecs per a hotels privats, així com a l'actualització d'infraestructura —incloent carreteres, ferrocarrils i la connectivitat aèria— per als principals centres turístics al llarg de les àrees costaneres. Al 1979, els experts i assessors turístics van ser portats des de Turquia i diversos col·legis nous es van establir amb l'ajut turc entre 1979 i 1981, per impartir cursos de diploma en hostaleria i gestió del turisme. L'afluència de turistes va augmentar a 1,8 milions en 1981 i després a 5,5 milions el 2000. El turisme va assolir el seu cim el 2010 en arribar a 14,7 milions de visitants, amb ingressos per turisme que van arribar al seu punt més alt en 12.5 mil milions de dòlars en aquest mateix any. De llavors ençà, el nombre de turistes ha disminuït significativament fins a 9,5 milions el 2013 i els ingressos fins a 5,9 mil milions en moneda estrangera, a causa de les amenaces cada vegada més freqüents de seguretat i disturbis civils.
Les amenaces de seguretat més importants han tingut un efecte continu en el sector als últims vint anys: cinquanta-vuit turistes estrangers van ser assassinats el 1997 en la massacre de Luxor. La indústria també es va veure afectada pels atemptats de l'11 de setembre de 2001 Estats Units, els bombardejos a la Península del Sinaí el 2004, els atacs terroristes al Caire per l'abril del 2005, els atemptats del 23 de juliol de 2005 a Sharm el-Sheikh i els atacs de Dahab de 2006. Els militants en general estaven motivats per una combinació del qutbisme i l'oposició al govern del president Hosni Mubarak, atacant estrangers que, són en general, no musulmans i al mateix temps disminuir els ingressos de la indústria del turisme es considera que compleixen amb tots dos propòsits.

### Impacte de les revolucions al turisme

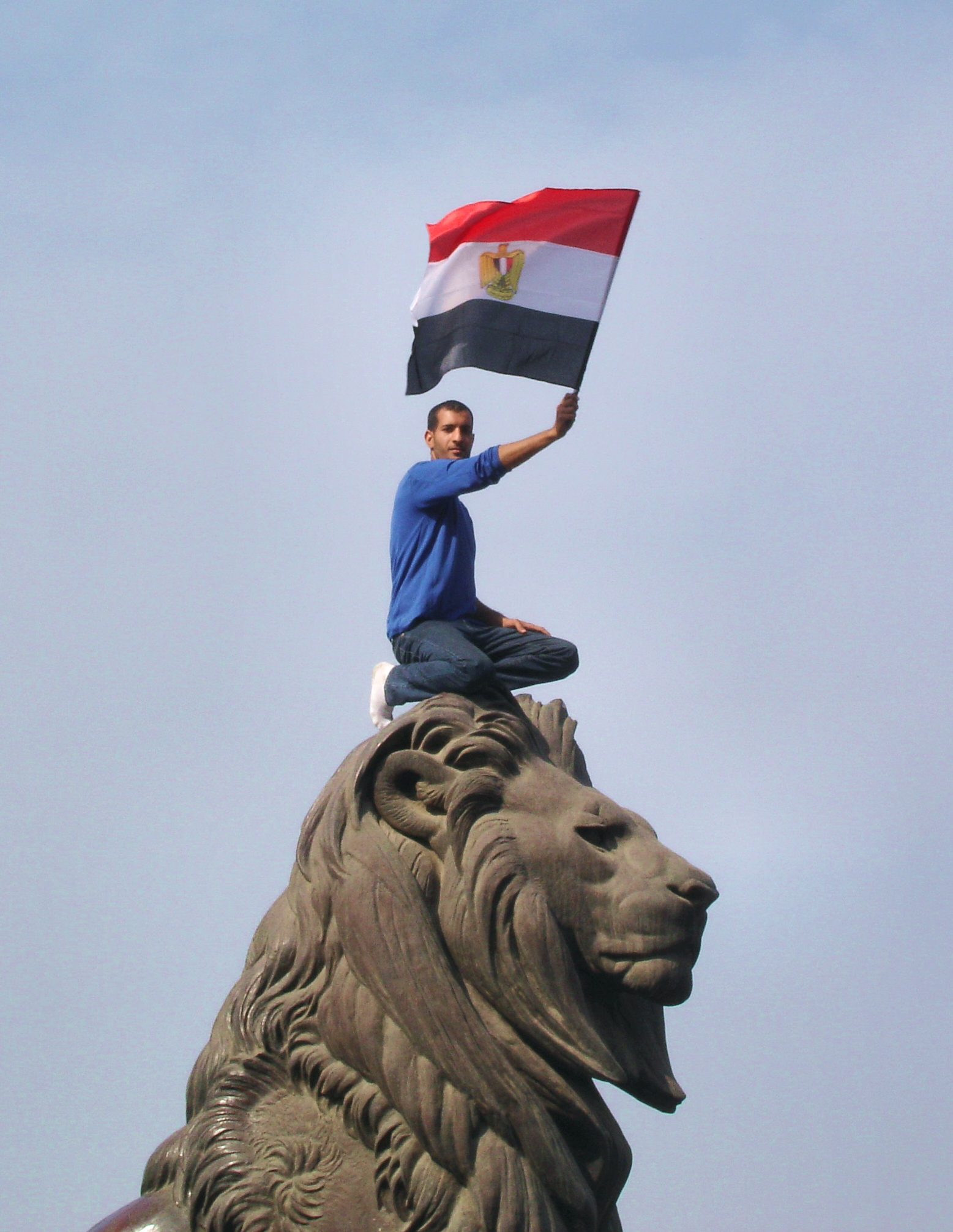
Un manifestant damunt el Pont Qasr al-Nil agita la bandera egípcia durant les protestes de gener de 2011.

La Revolució egípcia de 2011 que va incloure atacs contra periodistes estrangers com la periodista britànica Natasha Smith, i la sud-africana Lara Logan a Tahrir Midan (Plaça de l'Alliberació) del Caire, juntament amb la sèrie de protestes egípcies 2012-2013, van afectar negativament al turisme. El nou règim ha treballat per crear estabilitat i els centres turístics de la Mar Roja, en particular, han tingut un nombre creixent de turistes.
Durant la Revolució egípcia de 2011, el nombre de visitants va caure en picat en més del 37% aquest any, passant de 14 milions el 2010 a 9 milions a la fi del 2011. Això ha afectat a una àmplia gamma d'empreses que depenien directament o indirecta del turisme, dels viatges. allotjament i atraccions turístiques per al lloguer d'automòbils i el transport aeri, així com les indústries de salut i benestar. Els majoristes de viatges que ofereixen grans descomptes per encoratjar els turistes han tingut un cert èxit als centres turístics de la Mar Roja, on els preus continuen sent més baixos en comparació amb 2011.
A la primera meitat de 2014, el nombre de turistes va disminuir encara més, en un 25% en comparació amb el mateix període de 2013, mentre que els ingressos també es van reduir en un 25%. Tanmateix, va recuperar una mica de terreny el 2015 havent-se'n posicionat al lloc 83 en general.
| Año  | Nombre total de turistes, milions | Nombre total de nits, milions | Ingressos totals, mil milions d'USD |
| ---- | --------------------------------- | ----------------------------- | ----------------------------------- |
| 2010 | 14.7                              | 147.4                         | 12.5                                |
| 2011 | 9.8                               | 114.2                         | 8.7                                 |
| 2012 | 11.5                              | 137.8                         | 9.9                                 |
| 2013 | 9.5                               | 94.4                          | 6.0                                 |
| 2014 | 9.9                               | 97.3                          | 7.2                                 |
| 2015 | 9.3                               | 84.1                          | 6.1                                 |
| 2016 | 5.4                               | 37.2                          | 4.4                                 |
| 2017 | 8.9                               |                               | 9.8                                 |
| 2018 | 13.3                              |                               | 12.6                                |
| 2019 | 13.02                             | 136                           |                                     |

## Principals atraccions

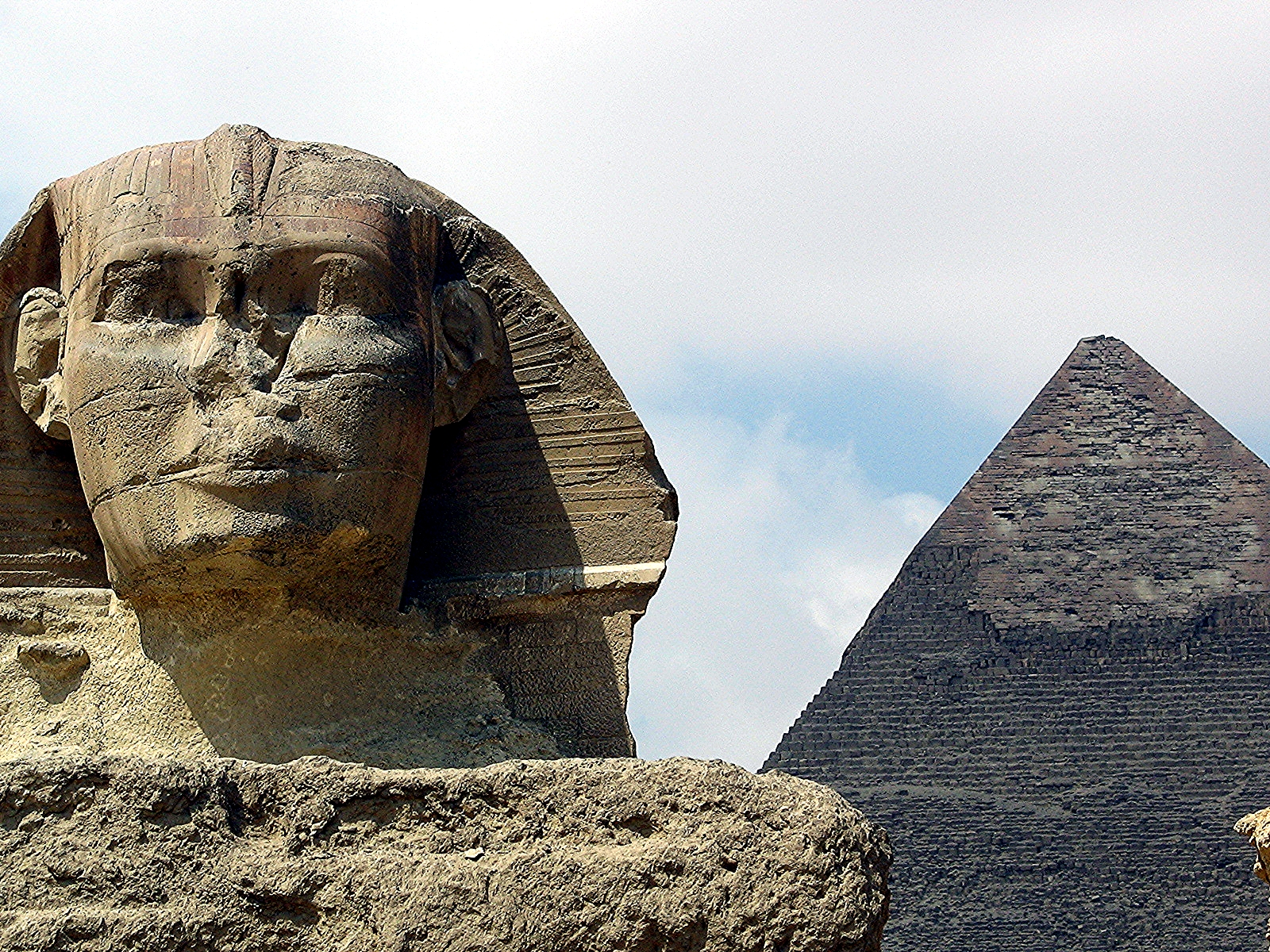
La Gran Esfinx.

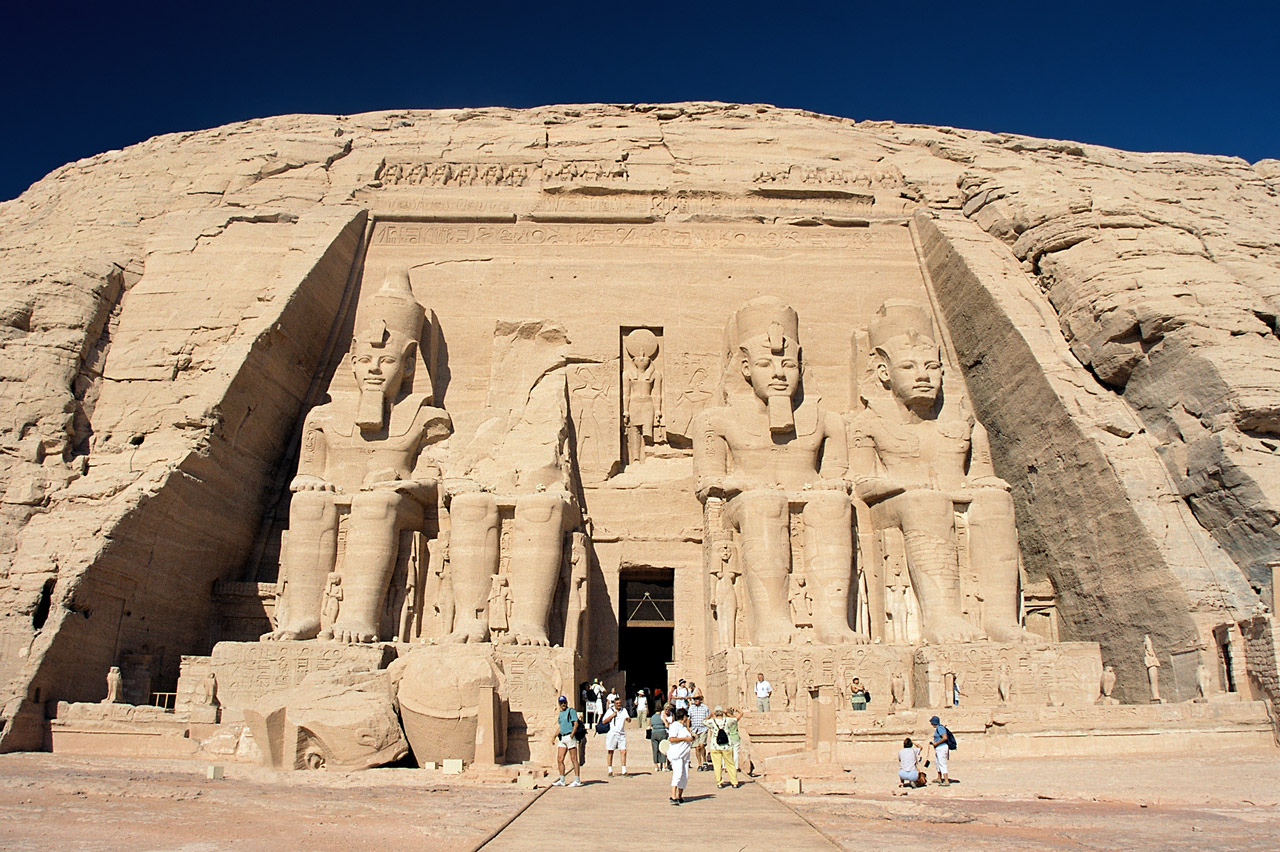
Temple del faraó Ramsés II a Abu Simbel.

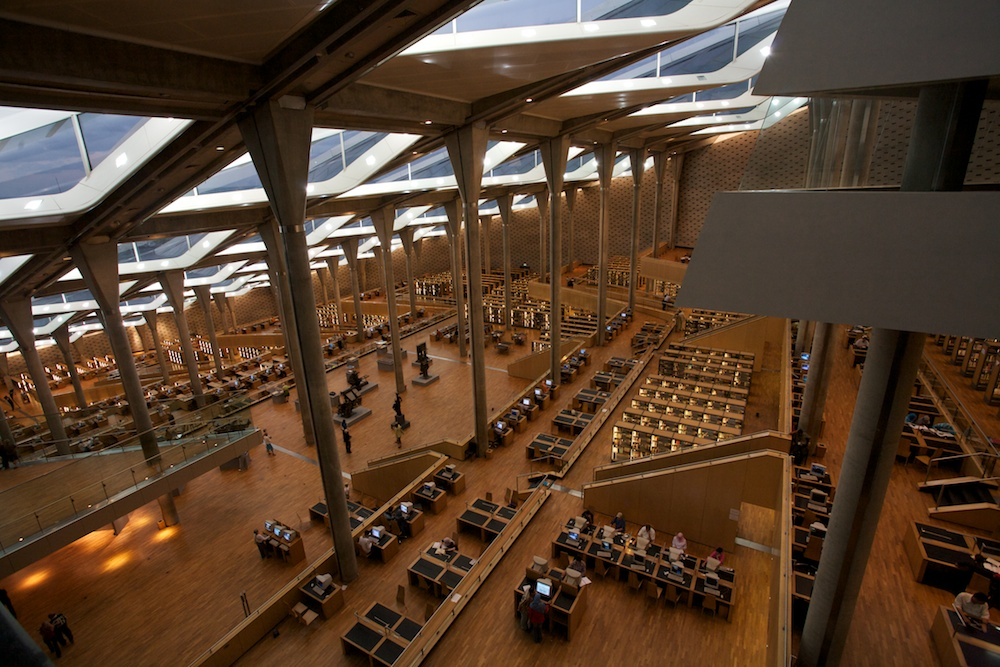
Vista interna de la Biblioteca d'Alexandria.

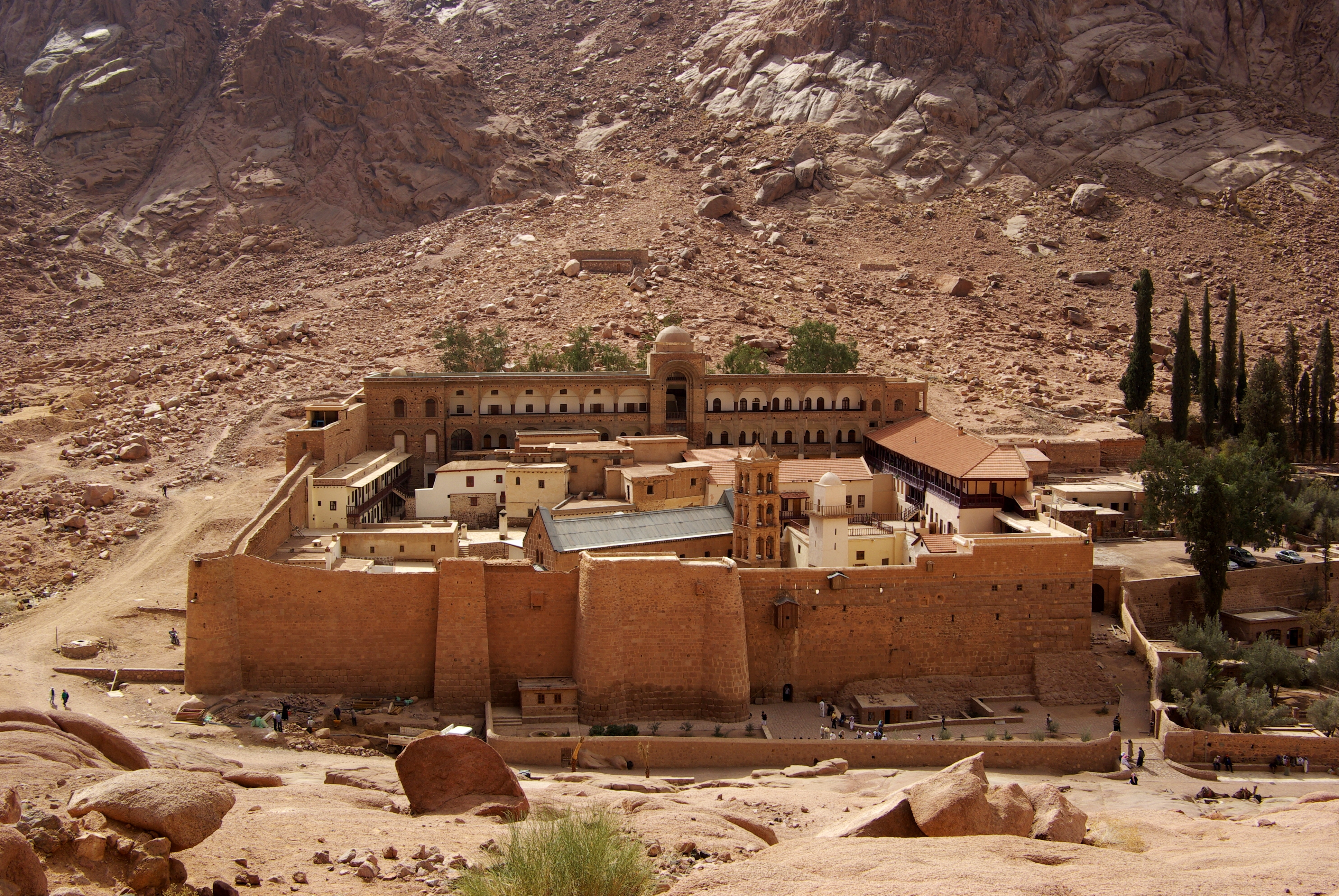
Monestir de Santa Caterina del Sinaí.

Els principals destins turístics inclouen els monuments mil·lenaris a la Vall del Nil. Com són les Piràmides, la Esfinx de Guiza i la Necròpolis de Guiza, els temples d'Abu Simbel al sud d'Assuan i el Complex del Temple de Karnak i la Vall dels Reis a la vora de Luxor. Les atraccions al Caire inclouen el Museu del Caire i la Mesquita de Muhàmmad Alí Paixà. La costa de la península del Sinaí té balnearis molt populars, a més a més de la ciutat d'Hurghada en la costa de la Mar Roja i el famós complex turístic El Gouna a 25 km d'Hurghada.
- Guiza, a 20 km al sud-oest del Caire, té diverses restes deixalles del segle XXVI a. C., com a temples i monuments als faraons, inclosa la Esfinx de Guiza i les piràmides de Kheops, de Khefren i Micerí.
- Saqqara, a 30 km al sud del Caire, és un vast i antic cementiri que va servir com a necròpoli per a la capital de l'antic Egipte, Memphis. Conta amb nombroses piràmides, inclosa la piràmide esglaonada més antiga del món, així com una sèrie de mastabes.
- Luxor, a uns 500 km al sud del Caire, és el lloc de l'antiga ciutat de Tebes (Egipte). Inclou les ruïnes del complex del temple de Karnak i l'antiga Luxor, que es destaquen dins de la ciutat moderna. Al costat oposat del riu Nil es troben els monuments, temples i tombes a la necròpoli situades a l'oest, que inclouen la Vall dels Reis i Vall de les Reines.
- Abu Simbel, a uns 850 km al sud del Caire —a la vora de la frontera amb el Sudan— és un jaciment arqueològic que comprèn dos temples de roca tallada originàriament en la muntanya, durant el regnat del faraó Ramsés II (segle XIII a.C.). El complex va ser transferit en la seva totalitat el 1960 per evitar ser submergit durant la creació del llac Nasser, que era per allotjar una gran presa. Ara estan situats en un pujol artificial fet d'una estructura voltada alta sobre el pantà de la Presa Alta d'Assuan.
- Alexandria és un lloc destacat d'estiueig, a causa de les seves platges, història antiga i museus, especialment la Biblioteca d'Alexandria, un projecte modern basat en reviure l'antiga Biblioteca d'Alexandria.
- Península del Sinaí - El Sinaí té els balnearis de Xarm el-Xeikh, Dahab i Nuweiba, així com llocs esmentats a la Bíblia com el Mont Sinaí (Jabal Musa). El Monestir de Santa Caterina del Sinaí pot ser el monestir cristià més antic del món.[14][15]
- Aín Sukhna, a uns 110 km a l'est del Caire, té una sèrie de balnearis.
- Assiut, al sud d'Egipte té edificis històrics de l'època dels faraons i les antigues mesquites.

### Creuers al Nil

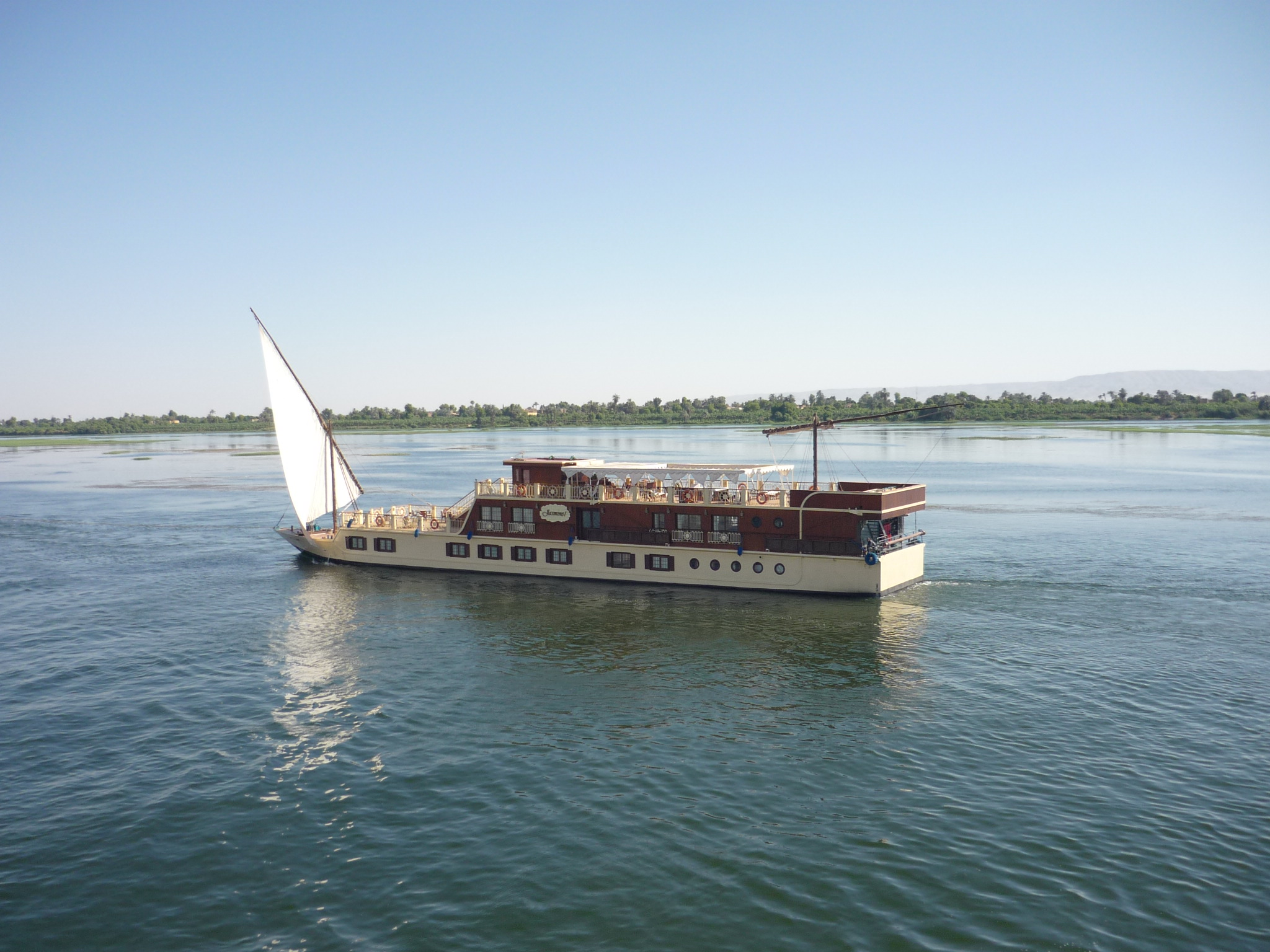
Creur al Nil, d'Assuan a Esna.

S'ofereixen creuers per tot el Nil, que van des de curtes distàncies entre Luxor i Aswan fins creuers més llargs que inclouen la ciutat del nord de Denderah.
Molts creuers es realitzen a bord d'un vaixell més gran que funciona com un hotel flotant. Altres viatges al Nil poden realitzar-se e] una faluca, un veler tradicional, on les rutes durant la nit poden requerir que els passatgers dormin a l'aire lliure en la coberta.

## Turisme cultural i iniciatives
El comerç de turisme cultural d'Egipte ha fluctuat des del segle xix, augmentant en popularitat junt amb el sorgiment de l'egiptologia com una activitat acadèmica i d'aficionats. Els successius governs egipcis han posat gran èmfasi en el valor del turisme cultural, «confiant que cap més país podria competir en aquesta àrea».
Segons representants de la indústria, el govern, «recentment [2014] va anunciar un pla mestre per atreure 25 milions de turistes per a 2020». El pla inclou estratègies de màrqueting tradicionals i en línia dedicades a assegurar als possibles turistes que els centres de turisme cultural estan segurs, després de la Primavera àrab i la Revolució egípcia de 2011.
Al 2015, un conglomerat que inclou el govern egipci va signar un acord amb la companyia francesa Prism per crear un espectacle de llum i so que abasti les piràmides de la Necròpolis de Guiza i la propera Gran Esfinx de Guiza.